# RSV Waltersdorf 09
RSV Waltersdorf 09 (Rotberger Sport-Verein Waltersdorf 09 e.V.) is een Duitse voetbalvereniging uit de gemeente Schönefeld in de buurt van Berlijn in de deelstaat Brandenburg. De club heeft zijn thuisbasis in het stadsdeel Waltersdorf en heeft zijn historische wortels in het sinds 1998 ingelijfde dorp Rotberg.

## Klasseringen sinds 1990
| Seizoen | Competitie         | Plaats (van) |
| ------- | ------------------ | ------------ |
| (...)   | (...)              | (...)        |
| 2001/02 | Landesklasse Mitte | 12 (15)      |
| 2002/03 | Landesklasse Ost   | 4 (16)       |
| 2003/04 | Landesklasse Ost   | 9 (16)       |
| 2004/05 | Landesklasse Mitte | 3 (16)       |
| 2005/06 | Landesklasse Mitte | 1 (16)       |
| 2006/07 | Landesliga Süd     | 5 (16)       |
| 2007/08 | Landesliga Süd     | 4 (16)       |
| 2008/09 | Landesliga Süd     | 3 (16)       |
| 2009/10 | Landesliga Süd     | 12 (16)      |
| 2010/11 | Landesliga Süd     | 1 (16)       |
| 2011/12 | Brandenburg-Liga   | 2 (16)       |

De tweede plaats na het seizoen 2011/12 betekende dat de club is gepromoveerd naar de Oberliga NOFV-Nord.